# 凱文·斯特羅姆
凱文·斯特羅姆（英語：Kevin Systrom，1983年12月30日—）是一位美國企業家及軟體工程師，他是Instagram的共同創辦人。

## 生活與事業
斯特羅姆生於麻薩諸塞州霍利斯頓，母親戴安娜·佩爾斯·斯特羅姆（Diane Pels Systrom）是一位市場行銷主管，而父親道格拉斯·斯特羅姆（Douglas Systrom）為一位人力資源公司總裁。斯特羅姆進入了位在麻薩諸塞州康科德的密德爾塞克斯中學就讀，之後在2006年從史丹佛大學畢業，並獲得作業研究和工程學理學士學位。他在史丹佛時是Sigma Nu兄弟會的一員。他在2010年與邁克·克里格共同創辦Instagram。而他也創辦了Burbn，這是一項以HTML5為基礎的位置共享服務。
斯特羅姆在擔任史丹佛大學的梅菲爾德研究員計畫一員時，使他獲得機會進入產生Twitter的Odeo公司實習。之後他花了兩年的時間在Google；第一年他在Gmail、Google閱讀器和其他產品部門任職，到了第二年他轉往企業發展團隊。
他在離開Google後與人合作創辦了相片分享服務Instagram。Instagram在2012年4月被Facebook以總值10億美元的現金及股票收購。根據多方報導，這筆交易基於斯特羅姆在企業所有權的股份，使得他淨賺了4億美元。Facebook實際需支付給Instagram的金額也在之後調整為7.15億美元。

## 外部連結
- 凱文·斯特羅姆的Instagram帳戶
- 凱文·斯特羅姆的Facebook專頁
- 凱文·斯特羅姆的X（前Twitter）